# Rukavičkářská expozice Abertamy
Rukavičkářská expozice se nachází ve městě Abertamy v okrese Karlovy Vary v Karlovarském kraji.

## Expozice
Expozice muzea je věnována tradici výroby rukavic, kterou ve městě v roce 1848 založil Adalbert Eberhard. Rukavice se v Abertamech vyráběly až do roku 1998. Součástí expozice je na 300 exemplářů a návštěvník uvidí i stroje pro výrobu rukavic. K vidění jsou i kameny, nůžky a podobné nástroje.

## Další informace
Muzeum je umístěno v budově městského úřadu. Otevřeno je každý den, kromě neděle a návštěvník v určitých termínech může zhlédnout i ukázky šití rukavic.